# Fluage du béton
Le fluage du béton noté ɛf, est une déformation différée supplémentaire à la déformation élastique provoquée par l'application d'un chargement à une pièce en béton.
Dans l'étude des déformations différées du béton, les chercheurs ont pris l'habitude de distinguer le retrait du béton se produisant sans application d'un chargement, du fluage du béton, déformation différée complémentaire à la déformation de retrait et se produisant sous l'action d'une charge. Ils font l'hypothèse que le fluage est indépendant du retrait.

## Origine physico-chimique des déformations différées
Le béton peut être décomposé en deux phases solides, la matrice cimentaire et les granulats, et une phase liquide, l'eau contenue dans les pores.
Les déformations visqueuses dues à l'application d'un chargement se produisent dans la matrice cimentaire. Des essais récents ont montré le rôle du fluage des feuillets de C-S-H (silicate de calcium hydraté ou Calcium silicate hydrate) dans les déformations différées de béton durci. Les granulats n'ont qu'un rôle passif en s'opposant aux déformations visqueuses de la pâte cimentaire. Cependant l'usage de granulats de mauvaise qualité a montré qu'ils peuvent augmenter les déformations différées.
La phase liquide comprend :
- l'eau libre, non liée aux capillaires, pouvant migrer dans le béton dans le cas d'une porosité ouverte,
- l'eau adsorbée, liée à la surface des cristaux,
- l'eau inter-cristalline, confinée dans des pores de très petites tailles,
- l'eau intra-cristalline, chimiquement liée aux hydrates.

Le réseau de pores du béton représente plus de 10 % du volume du béton. La porosité joue un rôle important dans les déformations différées du béton, en particulier dans le cas d'une porosité ouverte. Cette influence est d'autant plus grande que les pores sont plus grands et permettent une circulation de l'eau.
Dans l'étude du fluage, on distingue :
- le fluage endogène ou fluage propre,
- le fluage de séchage ou fluage de dessiccation.

Le premier fluage se produisant à court terme correspondrait à un mécanisme de diffusion de l'eau libre dans l'espace capillaire du béton. L'eau participerait alors au mécanisme d'équilibre du matériau car elle pourrait reprendre des contraintes. À plus long terme, ce fluage endogène pourrait être dû à une déformation des hydrates.
Le second fluage pourrait être dû à :
- un retrait de dessication complémentaire par rapport à celui obtenu sur une éprouvette non chargée,
- des particules de matières solides qui iraient se recristalliser dans des zones de moindre contraintes.

Le fluage est sensible aux conditions d'ambiance du béton (température, taux d'humidité), à effet d'échelle et à la composition du béton.
Pour des valeurs limitées de la charge (environ 45 % de la charge de rupture pour l'Eurocode 2), la déformation de fluage est proportionnelle à la contrainte permanente appliquée. Le béton est alors considéré comme un matériau « viscoélastique linéaire ».
Plus l'âge du béton augmente quand on applique une charge, moins la déformation différée de fluage est importante. Le béton est un matériau « viscoélastique linéaire vieillissant ».
Le fluage est composé de deux parties :
- une déformation réversible, appelée aussi recouvrance ou retour de fluage, quand on décharge une pièce.Les essais ont montré que la réponse en retour de fluage n'est plus linéaire par rapport à l'intensité du déchargement.
- une déformation irréversible conservée après le déchargement, dépendante de l'âge du béton et qui atteint sa valeur finale après une longue période.

Dans des conditions défavorables, le fluage final peut atteindre une valeur d'environ trois fois la valeur de la déformation élastique instantanée.

## La prise en compte du retrait dans l'Eurocode 2 (Norme EN 1992)
L'Eurocode 2 demande que les déformations différées - retrait et fluage - soient prises en compte dans leurs effets pour la vérification des états limites de service. Pour le fluage, les effets, dans le dimensionnement, sont à prendre en compte dans la combinaison quasi-permanente des actions, indépendamment de la situation étudiée (EN 1992-1-1 clause 2.3.2.2).
La déformation de fluage à l'instant {\displaystyle t=\infty } est donnée par {\displaystyle \epsilon _{cc}(\infty ,t_{0})=\phi (\infty ,t_{0}).{\frac {\sigma _{c}}{E_{c}}}} (EN 1992-1-1 clause 3.1.4)

où :
{\displaystyle E_{c}} est le module de déformation tangent égal à {\displaystyle 1,05.E_{cm}},
{\displaystyle \sigma _{c}} est la contrainte de compression constante,
{\displaystyle t_{0}} âge du béton à la mise en charge en jours,
{\displaystyle \phi (\infty ,t_{0})} est le coefficient de fluage, fonction de l'humidité ambiante, des dimensions de l'élément de béton considéré, de l'âge de la mise en charge et du type de ciment.
Différentes méthodes de prise en compte du fluage sont proposées dans l'Eurocode 2 suivant la précision recherchée.
Le fluage doit être pris en compte pour les effets du second ordre des pièces comprimées.
Le fluage, comme le retrait, entraîne des pertes dans la valeur de la tension des câbles de précontrainte dans les ouvrages en béton précontraint.